# Životopis
Životopis ili biografija je književno djelo koje opisuje život nekog čovjeka, stvarnog ili izmišljenog. Kad bi životopis samo navodio mjesta i nadnevke rođenja i smrti, školovanja, poslovne i obiteljske događaje, bio bi to poslovni životopis, ali životopisi zadiru dublje, pišu o ljudskim motivima, vrlinama i manama, problemima i kako su se ljudi nosili s njima, osjećajima... Tako nečija biografija može biti drama, a može biti i komedija, može biti poučna, a ako je suhoparna tada nalikuje poslovnome životopisu (lat. curriculum vitae).

## Prvi životopisi
Prvim životopisima možemo nazvati priče (prispodobe, predaje) iz Asirije, Babilona i Egipta, koje su do nas došle u obliku Legende o Gilgamešu i Enuma Elišu i Biblije. Te priče nam govore o kraljevima, poglavicama, prorocima.

## Put k objektivnosti
Životopisi starih Grka i Rimljana (Plutarhovi Usporedni životi), te životopisi svetaca iz srednjeg vijeka govore o osobama za koje se zna da su postojale, te više ne sliče na priče o kraljevima, nego se već neki likovi prate od rođenja do smrti, znano je više podataka o osobama koje se opisuje, pa životopisi više sliče današnjim životopisima.

## Suvremeni životopisi
Danas se pišu životopisi ljudi koji su na bilo koji način zanimljivi javnosti te time posjeduju tržišni (prodajni) potencijal. Primjer su životopisi umjetnika, političara, športaša i inih javnih osoba, koji često donose javnosti dotad nepoznate fotografije, anegdote i zanimljivosti o dotičnim osobama.

## (Pod)vrste
- patografija, životopis koji opisuje nečiju borbu s bolešću